# نوند لورنزو
نوند لورنزو (انگلیسی: Nowend Lorenzo؛ زادهٔ ۲ نوامبر ۲۰۰۲) بازیکن فوتبال است.
وی همچنین در تیم‌های ملی فوتبال جمهوری دومینیکن بازی کرده‌است.